# Station Daours
Station Daours is een spoorwegstation in de Franse gemeente Aubigny.